# Antoni Gómez i Cros
Antoni Gómez i Cros (València, 1809 - Madrid, 1863) va ser un pintor neoclassicista valencià. Va estudiar a la Reial Acadèmia de Belles Arts de Sant Carles a València i a Madrid fou deixeble de Vicent López i Portaña a l'Acadèmia de Belles Arts de San Fernando a Madrid. El 1846 entrà com a pintor de cambra de la reina Isabel II. Va ser premiat en diferents concursos de l'Acadèmia de Belles Arts de San Fernando i participà en les exposicions del 1856, el 1860 i el 1862.
Va pintar retrats seguint l'estil del seu mestre, obres de temes històrics o llegendaris i natures mortes. Però també s'especialitzà en pintura religiosa on destaca la seva obra titulada El degollament dels innocents del 1855.